# Džoni Novak
Džoni Novak (Ljubljana, República Federativa Socialista de Yugoslavia, 4 de septiembre de 1969) es un exfutbolista esloveno, que se desempeñó como mediocampista y que militó en diversos clubes de Eslovenia, Serbia, Turquía, Francia, Alemania y Grecia.

## Clubes
| Club               | País      | Año         |
| ------------------ | --------- | ----------- |
| Olimpija Ljubljana | Eslovenia | 1988 - 1990 |
| Partizán           | Serbia    | 1990 - 1992 |
| Fenerbahçe         | Turquía   | 1992 - 1994 |
| Olimpija Ljubljana | Eslovenia | 1994 - 1996 |
| Le Havre           | Francia   | 1996 - 1999 |
| Sedan              | Francia   | 1999 - 2000 |
| Unterhaching       | Alemania  | 2000 - 2002 |
| Olympiakos         | Grecia    | 2002 - 2003 |

## Selección nacional
Ha sido internacional con la selección de fútbol de Eslovenia, donde jugó en 71 ocasiones y anotó 3 goles en el seleccionado esloveno adulto. Asimismo, Novak participó junto a su selección en una Copa del Mundo y fue en la edición de Corea del Sur y Japón 2002, cuando su selección quedó eliminada en la primera fase, siendo último en su grupo (que compartió con España, Paraguay y Sudáfrica). También participó en la Eurocopa de Holanda y Bélgica 2000, cuando su selección quedó eliminada en la primera fase, siendo último en su grupo (que compartió con España, Yugoslavia y Noruega).